# 张宽 (西汉)
张寬，字叔文，蜀郡成都人，西汉经学家。
他天资聪颖，过目成诵，汉文帝末年，被蜀郡郡守文翁选送京师，受业博士，习七经。归乡授徒，获汉文帝嘉许，汉武帝时被征入京师为博士，明晓天文灾异，著《春秋章句》，官至侍中、扬州刺史。另说他是叶榆（今大理市）人，因感于本地人多不知书，想要变革出地风俗。汉武帝元狩年间，听说司马相如至若水（今雅砻江）讲学，于是负笈往从，受经学，教授乡人，将汉族经学传入当地。